# Studnisko (przy Zamku)
Studnisko – skała na Wyżynie Częstochowskiej w miejscowości Mirów, w gminie Niegowa, w powiecie myszkowskim, województwie śląskim. Jest jedną ze Skał Mirowskich. Znajduje się w odkrytym terenie po wschodniej stronie Zamku w Mirowie, w odległości około 85 m na północny wschód od skały Z Odstrzeloną Basztą. Przez wspinaczy skalnych obydwie skały zaliczane są do grupy Skał przy Zamku.
Studnisko to pojedyncza, samotna skała zbudowana z wapieni. Ma połogie, pionowe lub przewieszone ściany. Wspinacze skalni poprowadzili na nich 16 dróg wspinaczkowych o trudności III – VI.2+ w skali Kurtyki i długości 7–12 m. Większość z nich posiada dobrą asekurację.

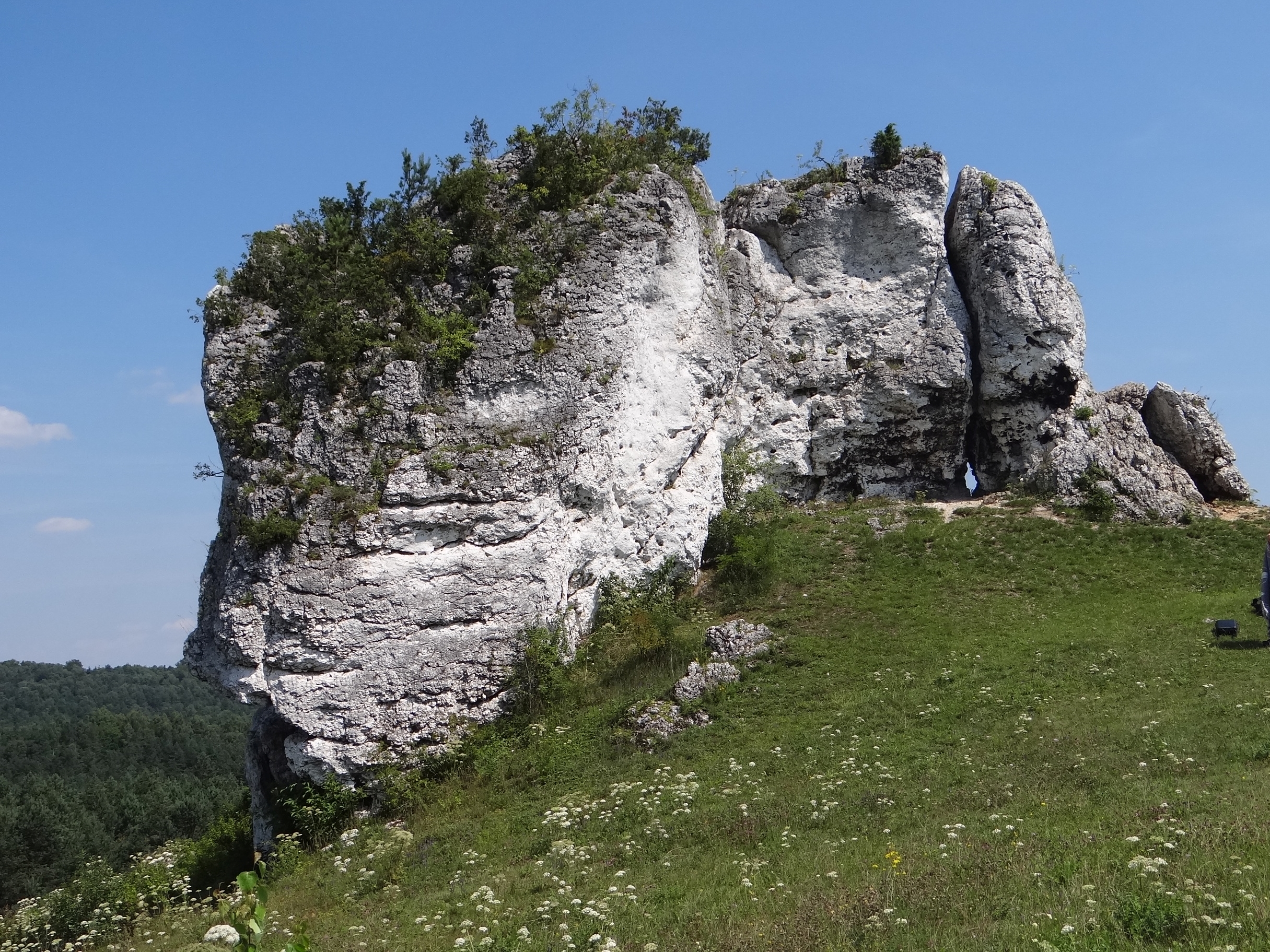
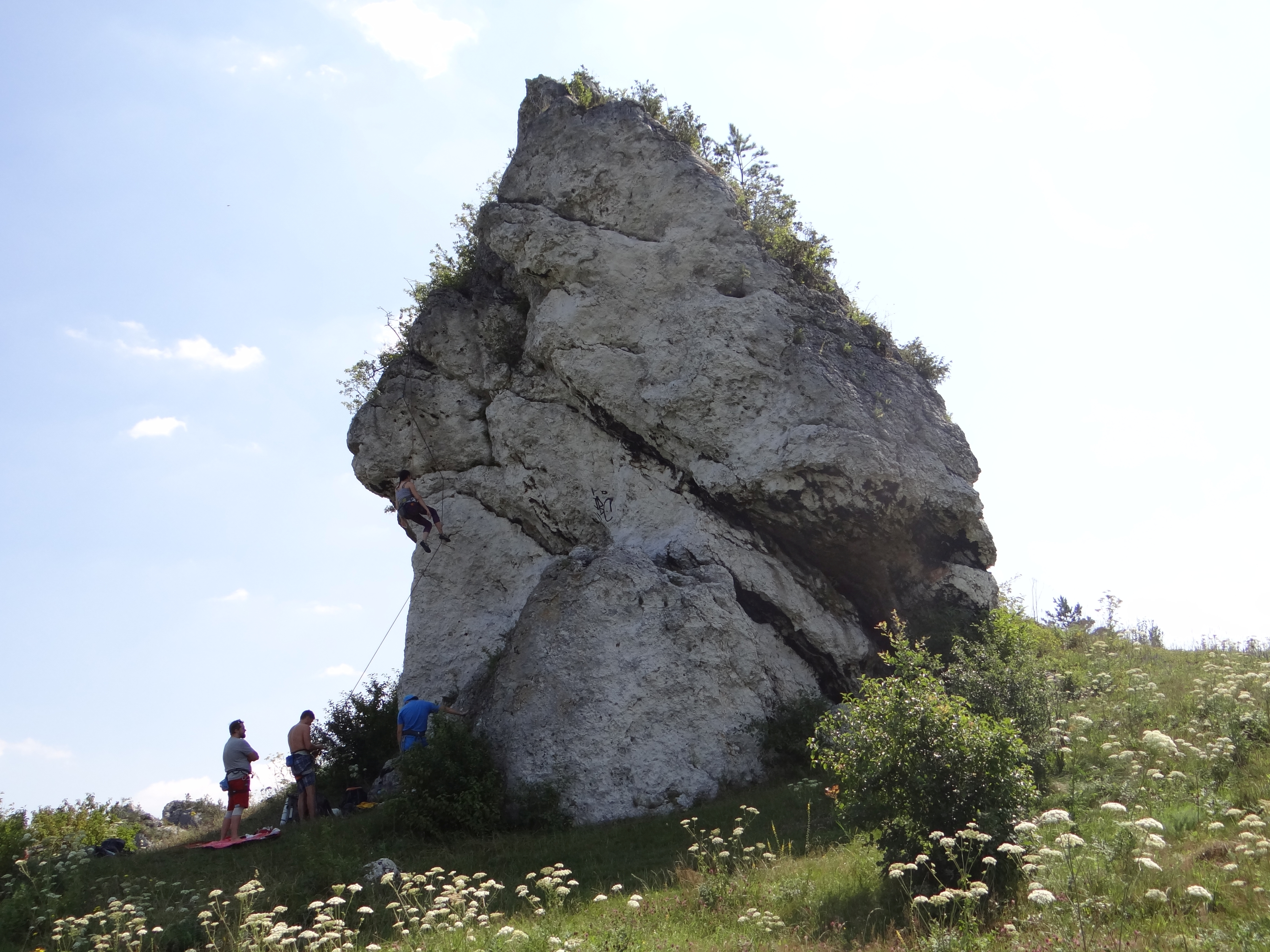
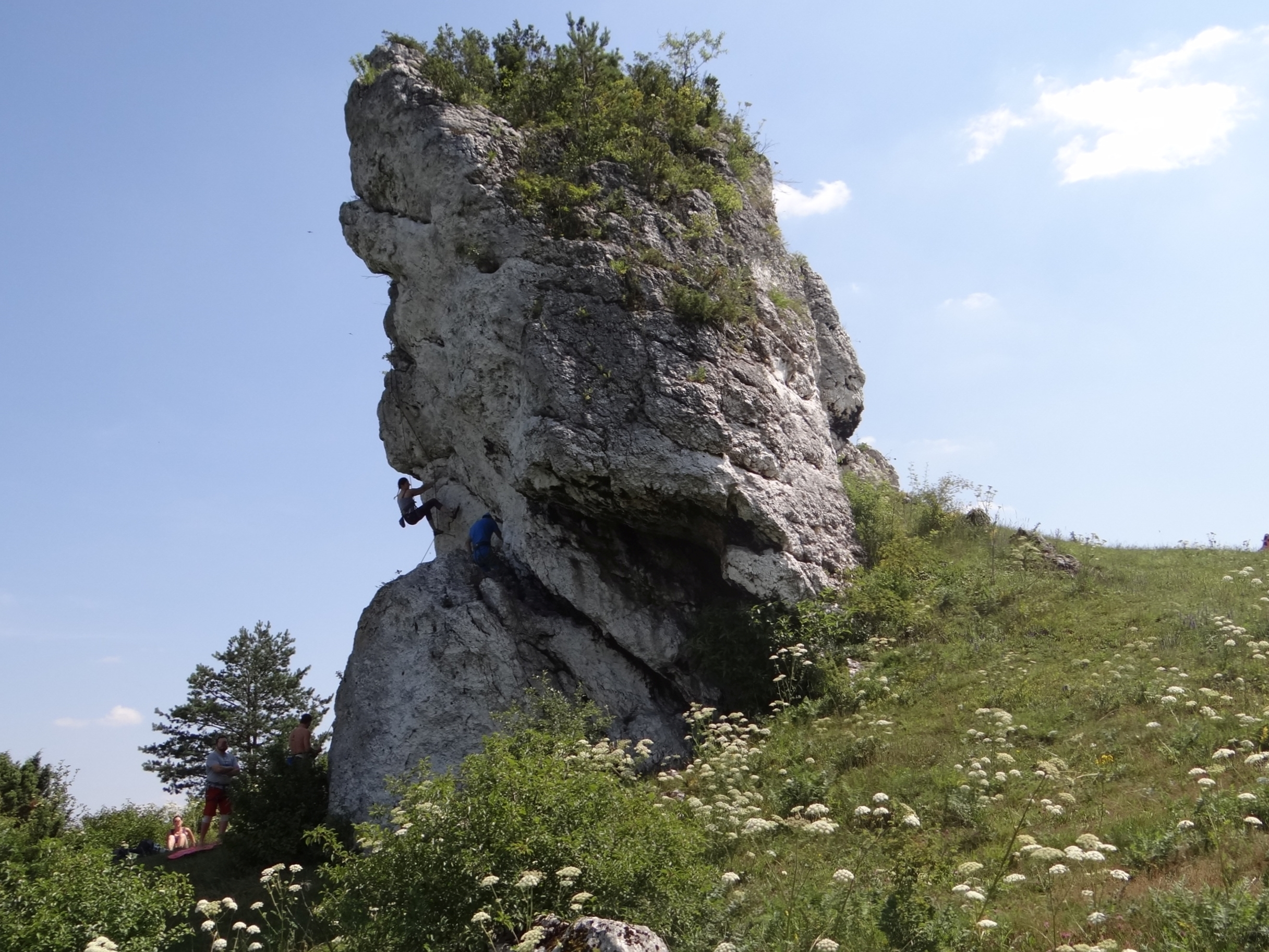
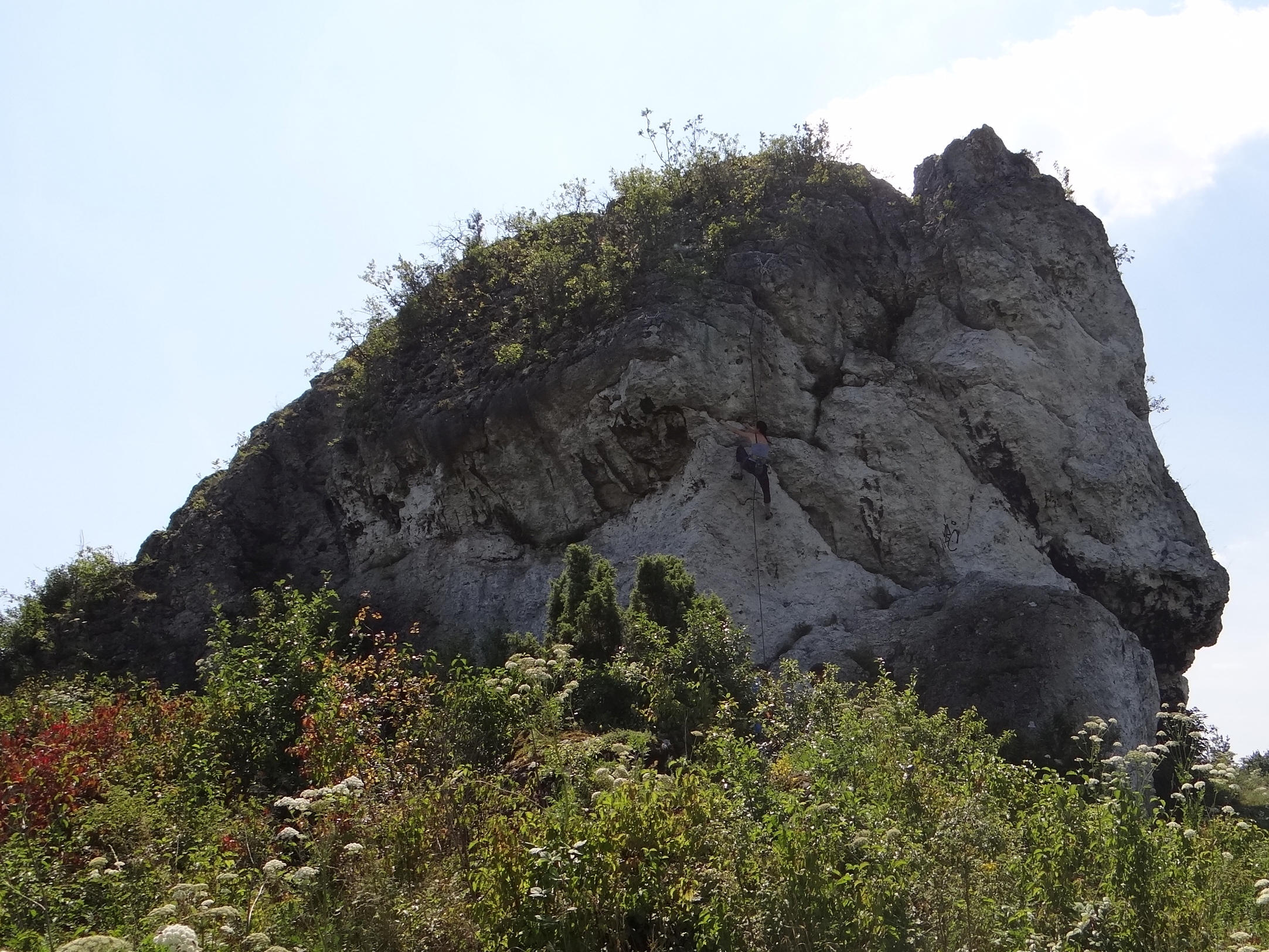